# Lycaugesia flavimargo
Lycaugesia flavimargo là một loài bướm đêm trong họ Noctuidae.